# Berlencourt-le-Cauroy
Berlencourt-le-Cauroy är en kommun i departementet Pas-de-Calais i regionen Hauts-de-France i norra Frankrike. Kommunen ligger i kantonen Avesnes-le-Comte som tillhör arrondissementet Arras. År 2022 hade Berlencourt-le-Cauroy 273 invånare.

## Befolkningsutveckling
Antalet invånare i kommunen Berlencourt-le-Cauroy
| Referens: INSEE |